# Mercedes-Benz OM 636
Der OM 636 ist ein Viertakt-Vorkammer-Dieselmotor mit vier Zylindern in Reihe, entwickelt und produziert von Daimler-Benz. Er wurde 1949 vorgestellt. Nachfolger wurde der OM 621.
Diese Motoren wurden in PKWs, Kleintransportern und Klein-LKWs der Marke Mercedes-Benz seit Ende der 1940er Jahre eingebaut. Auch andere Hersteller bauten diesen Motor in ihre Fahrzeuge ein. Das Kürzel „OM“ steht für „Oel-Motor“, also einen Motor, der mit Leichtöl/Diesel betrieben wird, und bezeichnet bis heute die Dieselmotoren der Mercedes-Benz Group.

## Geschichte
Während des Zweiten Weltkrieges entwickelte Daimler-Benz unter Leitung Fritz Nallingers für den OM 138 einen Nachfolger, der als Motor im Pkw Mercedes-Benz 170 D der Baureihe W 136 eingesetzt werden sollte. Spätestens 1948 war der Motor serienreif, wurde jedoch noch nicht im Pkw eingebaut. Stattdessen testete die Firma Boehringer den Motor mit dem Baumuster 636.912 für Daimler-Benz und baute ihn in den damals noch von Boehringer hergestellten Unimog der Baureihe 70.200 ein. Dieser Motor hat eine Bohrung von nur 73,5 mm und dementsprechend nur 1697 cm3 Hubraum, weiters hat er einen geteilten Ventildeckel. Die Leistung beträgt 25 PS (18,5 kW) bei 2300/min.
Die später von Daimler-Benz hergestellten Serienmotoren haben eine auf 75 mm vergrößerte Bohrung und 1767 cm3 Hubraum.
Nach 1961, mit Erscheinen des Heckflossen-Nachfolgemodells W 110, wurde der OM 636 nicht mehr in PKW von Mercedes-Benz verwendet. Abgelöst wurde er vom OM 621.
Daneben wurde der OM 636 jedoch in einer Vielzahl weiterer Fahrzeuge eingebaut; angefangen vom Antrieb für den Unimog und in den ersten Versionen der Leichtlastwagen Mercedes-Benz L 319 und der Kleinbusse Mercedes-Benz O 319 wurde der Motor auch in Gabelstaplern, als Einbaumotor in Schiffen sowie zum Antrieb von Stromaggregaten, Feuerwehrpumpen und vielem anderen verwendet. Auch in PKW wurden weiterhin Motoren des Typs OM 636 eingebaut: Seat in Spanien rüstete die vom Fiat 124 abgeleiteten Taximodelle noch bis in die späten 1980er Jahre optional mit diesem Mercedes-Motor aus.
Etwa seitdem der Motor nicht mehr in PKW eingebaut wurde, fand die Fertigung nur noch in Spanien bei der MEVOSA statt. Als Einbau-Motor, z. B. für Gabelstapler, stand der Motortyp in den Preislisten von Daimler-Benz noch bis in die 1990er Jahre.

## Technik

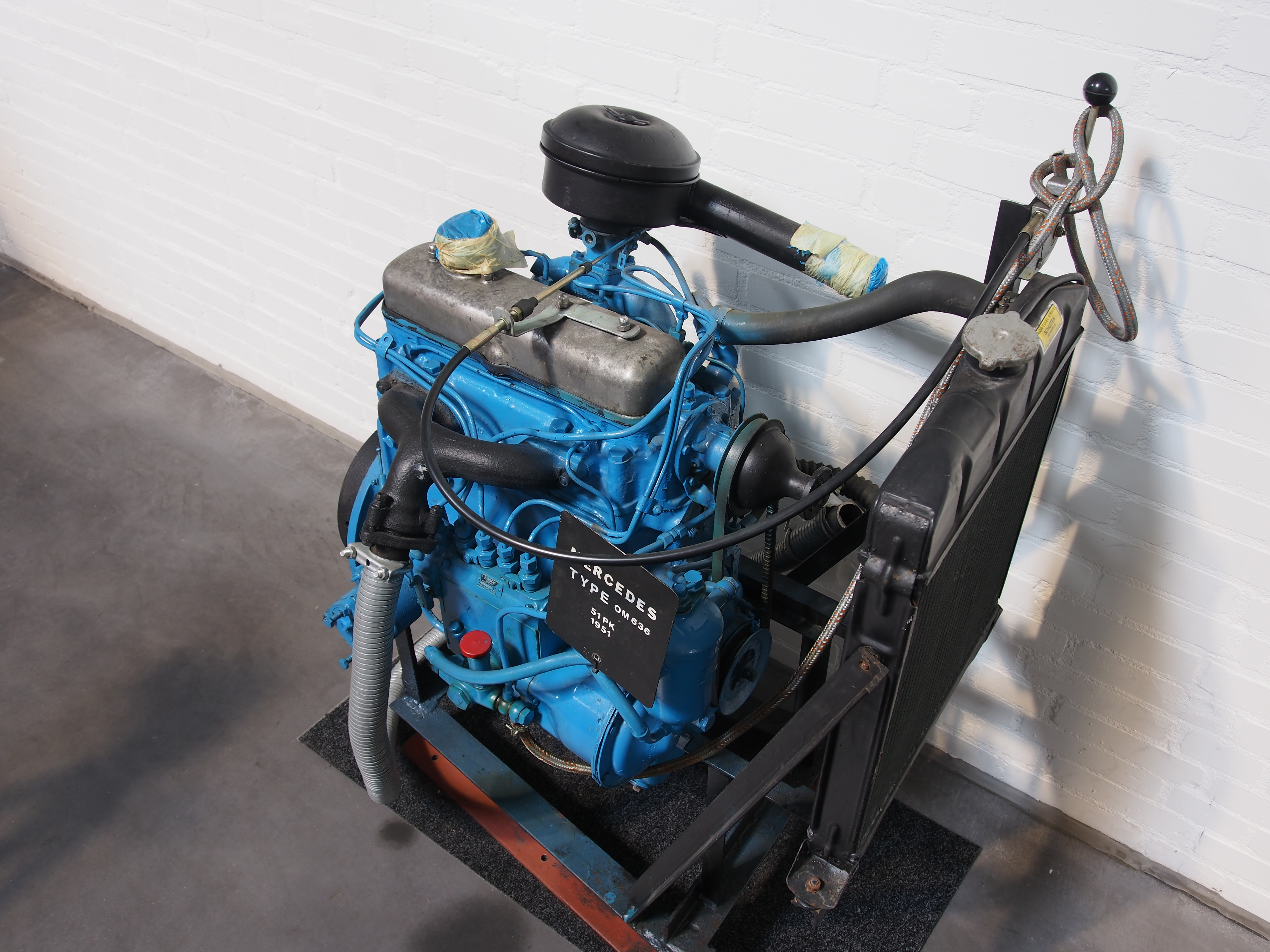
Ansicht von schräg oben.

Der Motor ist wassergekühlt und hat ein Thermostat mit Kurzschlussleitung. Motorblock und Zylinderkopf sind aus Grauguss. Die dreifach gelagerte Kurbelwelle und die Pleuel sind aus Stahl geschmiedet. Die Kolben sind aus Leichtmetall und je nach Baumuster gegossen oder geschmiedet. Der Motor hat hängende Ventile (2 je Zylinder) und eine untenliegende, über ein Zahnradpaar angetriebene Nockenwelle (OHV). Die Reihen-Einspritzpumpe von Bosch wird von der Nockenwelle aus über ein weiteres Zahnradpaar angetrieben. Die Verbrennung erfolgt in Vorkammern mit Prallstift.
Der Einlass und die Vorkammern sind links, Auslass, Nockenwelle und Einspritzpumpe sind rechts angeordnet (Querstromzylinderkopf). Das Baumuster 636.914 hat keinen Spritzversteller und ist über die Enddrehzahl gedrosselt, das Baumuster 636.930 hat hingegen einen Spritzversteller. Die Kühlwasserpumpe ist wie auch beim OM 138 in den Zylinderkopf eingebaut und wird über einen Keilriemen von der Kurbelwelle aus angetrieben. Der OM 636.912 und OM 636.915 haben zwei Ventildeckel, alle anderen Baumuster haben nur einen durchgehenden.
Schwachpunkt des Motors ist die thermische Überlastung des Zylinderkopfes, da der Steg zwischen den Ventilen zu schmal ist und die Wärme schlecht abgeleitet werden kann. Dies kann zu Haarrissen und letztlich Wassereintritt in den Brennraum führen.
| Baumuster | Fahrzeug                   | Bohrung × Hub [mm] | Hubraum [cm3] | Verdichtung | Leistung [kW (PS)] bei Drehzahl [1/min]                              | Drehmoment [N·m] bei Drehzahl [1/min] | Höchstdrehzahl [1/min] |
| --------- | -------------------------- | ------------------ | ------------- | ----------- | -------------------------------------------------------------------- | ------------------------------------- | ---------------------- |
| 636.912   | Boehringer Unimog 70.200   | 73,5 × 100 mm      | 1697 cm3      |             | 18,5 (25) bei 2300                                                   |                                       |                        |
| 636.914   | Unimog 2010, 401, 402, 411 | 75 × 100 mm        | 1767 cm3      |             | je nach Ausführung zwischen: 22 (30) bei 2300 bis 26,5 (36) bei 2750 |                                       |                        |
| 636.915   | 170 D                      | 73,5 × 100 mm      | 1697 cm3      | 19:1        | 28 (38) bei 3200                                                     | 96 bei 2000                           |                        |
| 636.919   | L 319 D, L 406 D           | 75 × 100 mm        | 1767 cm3      |             |                                                                      |                                       |                        |
| 636.918   | 170 DS                     | 75 × 100 mm        | 1767 cm3      |             | 29,5 (40) bei 3200                                                   | 101 bei 2000                          |                        |
| 636.930   | 180 D                      | 75 × 100 mm        | 1767 cm3      | 19:1        | 31,5 (43) bei 3500                                                   | 98 bei 1500                           | 3600                   |

## Weitere Verwendung des OM 636

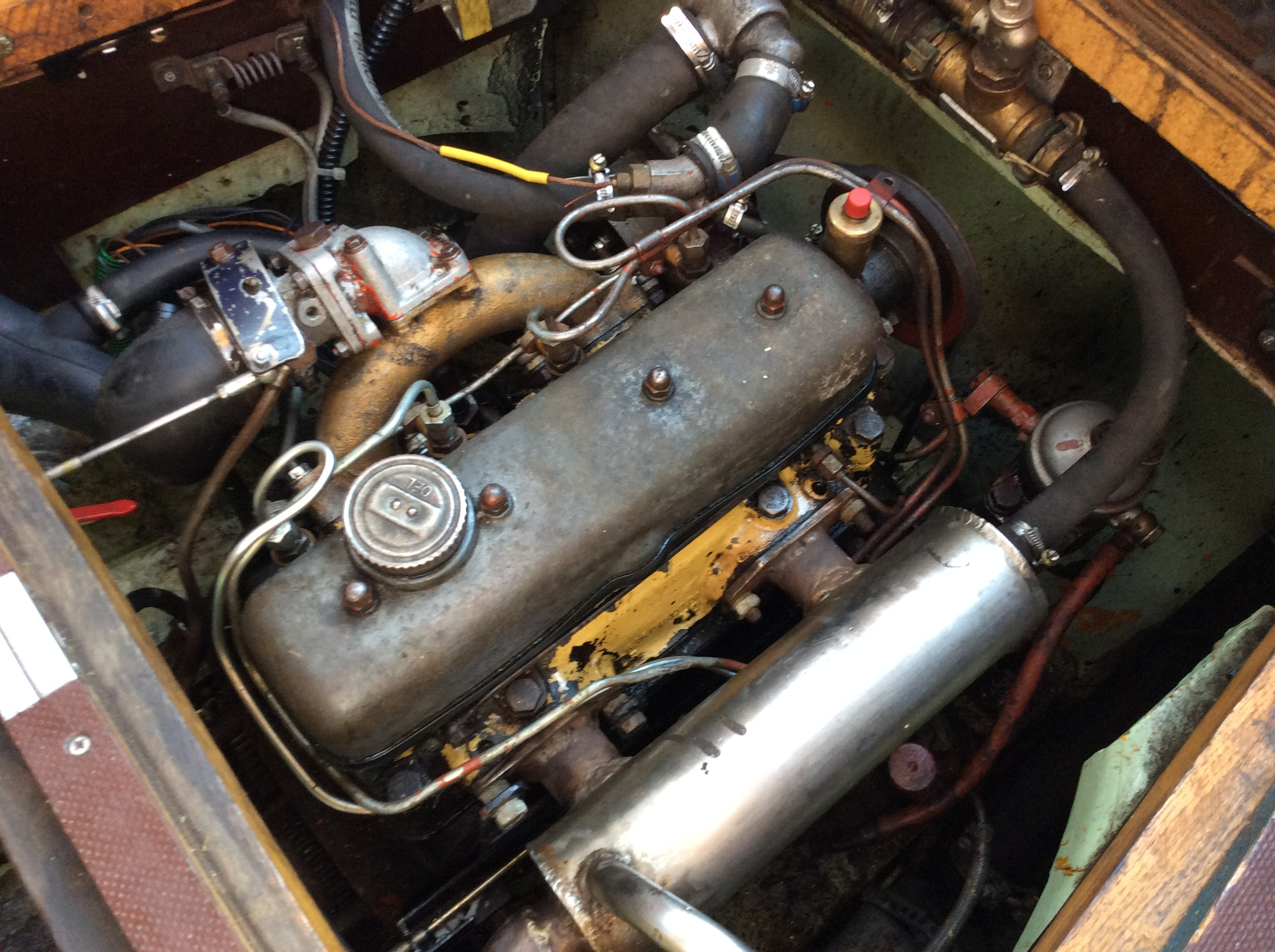
Der OM 636 als Antriebsmotor für ein Kajütboot

- Ackerschlepper Fahr D177 und D177S
- Bührer Spezial (UM4)
- Mähdrescher Ködel & Böhm KÖLA Combi, Lanz MD 18 S, Fahr MDL, Claas Columbus
- Güldner A4M
- Hanomag-Kleintransporter
- Meili DM30A
- Einbaumotoren für
  - Stromerzeugungsaggregate
  - Gabelstapler
  - Schiffsantriebe
  - Thermo King-Kühlaggregate